# Gremjačevo
Gremjačevo (in russo Гремячево?) è un insediamento di tipo urbano della Russia europea centro-orientale, situato nel circondario urbano della città di Kulebaki dell'oblast' di Nižnij Novgorod.